# Xochitl Torres Small

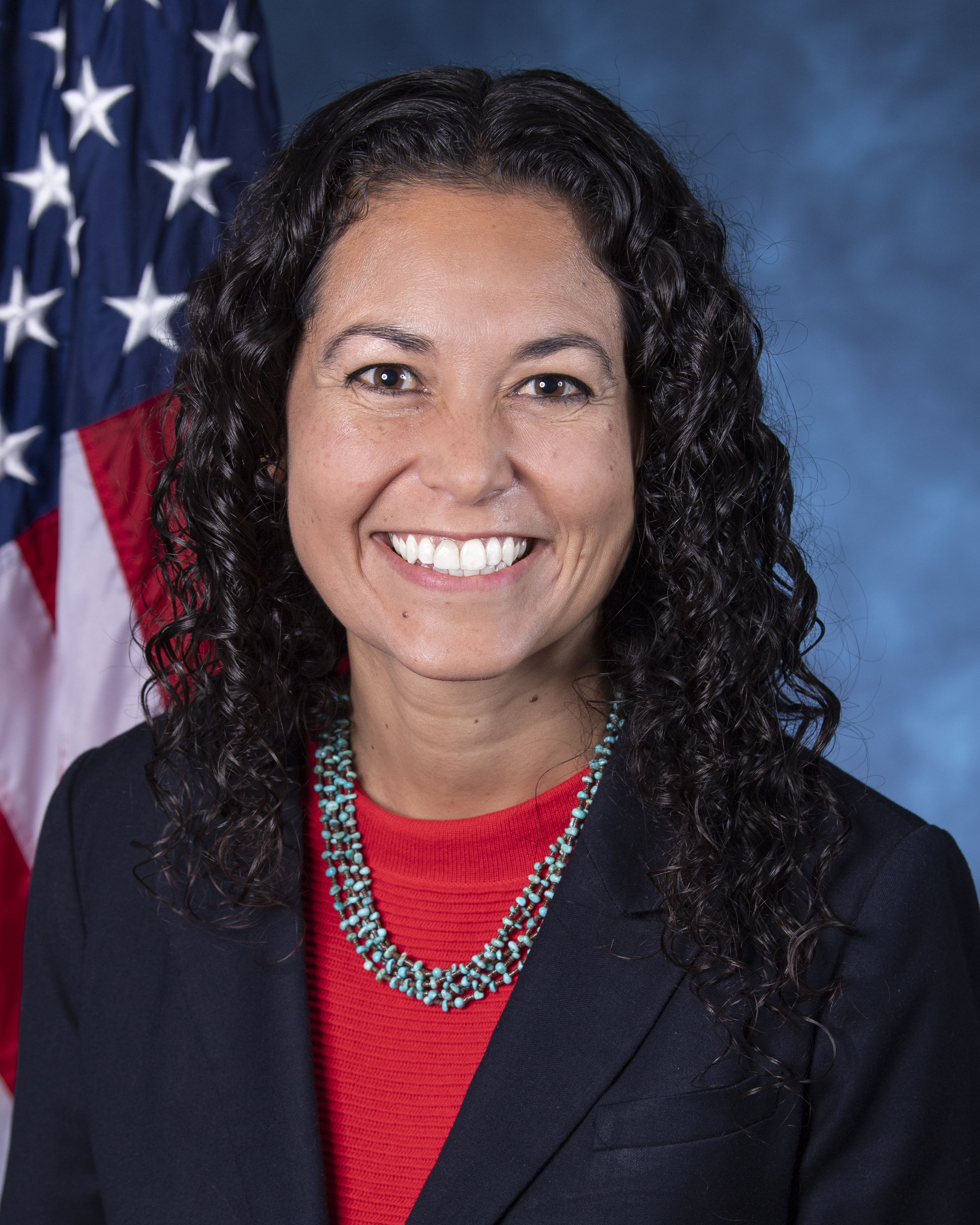
Xochitl Torres Small, offizielles Bild des 116. Kongresses

Xochitl Torres Small (* 15. November 1984 in Portland, Oregon) ist eine amerikanische Politikerin. Von 2018 bis 2021 vertrat den zweiten Kongresswahlbezirk von New Mexico im Repräsentantenhaus der Vereinigten Staaten. Small gehört der Demokratischen Partei an. Von 2021 bis 2023 war sie Under Secretary of Agriculture for Rural Development im Landwirtschaftsministerium der Vereinigten Staaten. Seit Juli 2023 ist sie Deputy Secretary im Landwirtschaftsministerium (Deputy Secretary ist der zweithöchste Posten im Landwirtschaftsministerium).

## Leben
Xochitl Torres Small wuchs in Las Cruces, New Mexico auf. Ihre Mutter war Lehrerin, ihr Vater Sozialarbeiter. Sie schloss ihre Schulausbildung am Waterford Kamhlaba United World College in Eswatini ab und erwarb einen Bachelor an der Georgetown University. Sie arbeitete zunächst in New Mexico, unter anderem im örtlichen Büro des US-Senators Tom Udall.
Nach dem Abschluss des Law School der University of New Mexico arbeitete sie als wissenschaftliche Mitarbeiterin (law clerk) beim Bundesrichter Robert C. Brack. Danach trat sie als Anwältin in eine Anwaltskanzlei ein. Sie ist auf Wasserrecht spezialisiert.

## Politik
Torres Small trat bei der Kongresswahl 2018 im 2. Wahldistrikt von New Mexico an, wo der Republikaner Steve Pearce nicht erneut kandidierte, da er sich um das Amt des Gouverneurs bewarb. Sie setzte sich in den demokratischen Vorwahlen mit 72,6 % der Stimmen gegen eine andere Bewerberin durch. Die allgemeinen Wahlen gewann sie mit 50,9 % gegen die Kandidatin der Republikaner, Yvette Herrell, die 49,1 % erhielt.
Herrell und Fox News reklamierten Unregelmäßigkeiten bei der Wahl.
Herell besiegte sie bei der Kongresswahl 2020.